# Ordine del Dragone di Annam
L'Ordine del Dragone di Annam era un ordine cavalleresco vietnamita poi concesso anche dal governo coloniale francese.

## Storia
L'Ordine venne istituito il 14 marzo 1884 nella città vietnamita di Huế, dall'Imperatore Đồng Khánh dell'annam su consiglio del presidente della repubblica francese, in un accordo bilaterale in quanto l'Annam all'epoca era uno stato coloniale della Francia.
L'Ordine venne originariamente creato per ricompensare quanti avessero mostrato dei meriti, a livello militare e civile, nei confronti della casata regnante dei Nguyen dell'Annam anche se a partire dal 1896 venne definitivamente concesso per volontà del governo francese e solo raramente direttamente dal monarca locale, il quale continuava ad ogni modo a detenerne il grado di Gran Maestro.
Quando il governo dei francesi in Indocina ebbe termine, l'Ordine del Dragone di Annam venne soppresso e rimpiazzato dall'Ordina Nazionale del Vietnam che venne poi mantenuto dalla Repubblica del Vietnam del Sud. Malgrado questo, anche nella forma repubblicana l'Ordine ebbe scarsa fortuna, sia perché ricordava il periodo coloniale francese, sia perché la parola Annam contenuta all'interno del nome dell'Ordine ricordava lo stato fondato dai cinesi.
Malgrado l'abolizione ufficiale dell'Ordine, attualmente il principe ereditario del Vietnam, Bao Long, figlio dell'Imperatore Duy Tân, ne detiene la carica di Gran Maestro dal 2005 e continua ad essere conferito in forma privata ai cittadini vietnamiti meritevoli di meriti umanitari, dell'educazione e culturali.

## Classi
L'Ordine del Dragone di Annam venne modellato dalla sua fondazione sul modello della legion d'Onore francese. L'Imperatore ne deteneva il comando come gran maestro. I gradi dell'ordine erano:
- Gran collare (creato dal principe ereditario Bao Long)
- Gran cordone
- Grand'ufficiale
- Commendatore
- Ufficiale
- Cavaliere

Al presidente della Repubblica Francese spettava di diritto il gran cordone dell'ordine.

## Insegne
- La medaglia era composta da un ovale d'argento smaltato di blu con all'interno il cartiglio col nome dell'Ordine, attorniato da un anello a smalto rosso, il tutto incastonato in una stella raggiante d'argento a otto punte. La medaglia era tenuta al nastro tramite una corona imperiale d'argento (costruita sulle medesime fattezze della corona imperiale francese) sovrastata da un dragone verde all'orientale.
- La placca riprendeva le medesime decorazioni della medaglia, ma senza la corona e in oro. Il disco centrale era attorniato da un dragone rampante.
- Il nastro era verde bordato di arancio per la classe civile e bianco bordato di arancio per la classe militare all'epoca del conferimento régio. Dal 1896, quando la Francia divenne a tutti gli effetti l'unica conferitrice dell'Ordine, mantenne solo la classe civile col nastro verde bordato di arancio. Nel conferimento privato attuale, il nastro dell'Ordine è rosso bordato d'oro.

| Tipologie di nastri             |                                   |                                   |                                                         |
| Classe civile reale (1886-1896) | Classe militare reale (1886-1896) | Conferimento francese (1896-1950) | Conferimento reale (dal 1896, oggi concessione privata) |

| Nastri (1896 - 1950) |           |              |                 |              |
| Cavaliere            | Ufficiale | Commendatore | Grand'Ufficiale | Gran Cordone |